# Musica e baseball
Musica e baseball (Slide, Donald, Slide) è un film del 1949 diretto da Jack Hannah. È un cortometraggio animato realizzato, in Technicolor, dalla Walt Disney Productions, uscito negli Stati Uniti il 25 novembre 1949 e distribuito dalla RKO Radio Pictures. Nel gennaio 1986 fu inserito nello special Vita da paperi. In tale occasione Paperino fu doppiato da Franco Latini e Spike da Laura Boccanera.

## Trama
L'ape Spike ascolta la musica alla radio di Paperino, mentre quest'ultimo vuole ascoltare la partita di baseball. I due iniziano a farsi diversi dispetti e a cambiare frequenza più volte, ma, quando Spike si stufa e cerca di pungere Paperino, quest'ultimo riesce a scappare dentro casa. L'ape, però, mette la musica di nuovo; allora Paperino decide di costruire una radio finta con all'interno un candelotto di dinamite e, furtivamente, riesce a scambiarla con quella vera e a mettere la partita. Spike allora decide di cambiare frequenza, ma così facendo fa esplodere la bomba. Intanto, la partita raggiunge il momento finale e Paperino si mette a correre per le basi del giardino; l'ape, per vendicarsi, si mette alla fine del percorso con il suo pungiglione puntato verso il sedere di Paperino. Quest'ultimo fa una scivolata per concludere il percorso, ma finisce per essere punto sul sedere da Spike. Arrabbiato, Paperino va a fare la doccia e Spike lo chiude dentro. Il corto termina con Spike che dirige la musica aiutandosi con gli starnazzamenti del papero.

## Distribuzione

### Edizioni home video

#### VHS
- VideoParade vol. 16 (aprile 1994)

#### DVD
Il cortometraggio è incluso nel DVD Walt Disney Treasures: Semplicemente Paperino - Vol. 3.